# Ленхобоева-Артугаева, Нина Токтохоевна
Нина Токтохоевна Ленхобоева-Артугаева ― российская бурятская поэтесса, учительница, журналистка. Заслуженный учитель Республики Бурятия.

## Биография
Родилась  1 января 1953 года в улусе Харгана Улан-Удэнского района (ныне Селенгинский район) Бурятской АССР.
После учёбы в Харганатской школе поступила в Бурятский государственный педагогический институт имени Доржи Банзарова. Окончив институт, работала учителем бурятского языка и литературы в средних школах Бурятии.
В качестве внештатного корреспондента Артугаева на страницах республиканских и районных газет «Бурятия-7», «Буряад үнэн», «Улаан Сэлэнгэ», «Правда Бурятии», «Молодежь Бурятии» написала более 100 статей, зарисовок и стихотворений.
В 2001 году вышло в свет её первое произведение «Эжымни абдар» (Благословение матери). После этого были изданы сборники стихов «Дуунууд, минии далинуу...» (Песни, мои крылья...) (2006), «Согтойхон мүшэдэй ялалзаан» (Волшебное сияние звёзд) (2011).
Также стала автором-составителем книг: «Харганатская средняя школа» (2001), «Банзаа Доржын Пурбо» (2005). В 2013 году выиграла грант на издание книги-раскраски для детей «Эдир зурааша».
45 её стихотворений были переложены на музыку и стали песнями. С поэтессой сотрудничают известные композиторы Бурятии: Пурбо Дамиранов, Цырен Шойжинимаев, Алагуй Егоров, Вера Шобосоева, Баир Батодоржиев, Дылгыр Дымбрылов, Наталья Бамхаева, Наранбаатарай Нар-Оюу, Лариса Санжиева, Павел и Дмитрий Кареловы, Николай Попов.
В 2006 году на её стихи был выпущен аудиоальбом «Сайн байна, нүхэд!» (Здравствуйте, друзья!), компакт-диск «Намдаа дуугаа бэлэглыш даа» (2008) и DVD-диск «Дуунууд, минии далинууд» (2014).
Песни на стихи Ленхобоевой-Артугаевой вошли в компакт-диски продюсерского центра эстрады «Ветер Востока»: «Түрүүшын дуран», «Сэдьхэлэй хүбшэргэй», «Yнгэтэ сэнхир дэлхэй дээрэ», Веры Шобосоевой ― «Таагааш минии дурыем», «Хабарай баглаа сэсэгүүд», Цырена Шойжинимаева ― «Нүхэрэй дүхэриг», Оюны Батуровой ― «Амар мэндэ, Улаан-Yдэмни!», Алагуя Егорова ― «Минии асуудал».
Её песни включили в свой репертуар певцы, Заслуженные и Народные артисты Республики Бурятия.
Лауреат конкурса «Лучшие люди Бурятии» в 1999, 2000,2001, 2010, 2011 и 2012 годах. Дипломант конкурс «Алтаргана-2010» с песней «Бү уйлыш даа, инагни». В 2011 году награждена дипломом лауреата и знаком «Золотая лимба» в номинации «Лучшая песня года», как автор слов песни «Намайгаа бY мартаарай» (Не забывай меня).